# Phaeosoma nigricorne
Phaeosoma nigricorne är en tvåvingeart som beskrevs av Becker 1907. Phaeosoma nigricorne ingår i släktet Phaeosoma och familjen fläckflugor. Inga underarter finns listade i Catalogue of Life.